# Cuba (mythologie)
Pour les articles homonymes, voir Cuba (homonymie).
Dans la mythologie romaine, Cuba (du latin cubare, « être couché ») ou Cunina était une divinité qui prenait soin des enfants au berceau. Elle était invoquée[réf. nécessaire] par les mères romaines pour que leurs nouveau-nés passent de bonnes nuits.
Cunina est attestée chez Varron, saint Augustin, Lactance.